# 코끼리는 그곳에 있어
코끼리는 그곳에 있어(大象席地而坐, An Elephant Sitting Still)는 중국에서 제작된 후 보 감독의 2018년 드라마 영화이다. 팽욱창 등이 주연으로 출연하였다.

## 출연

### 주연
- 팽욱창
- 왕위원
- 장 위
- 리총시